# Hymenophyllum polyanthon
Hymenophyllum polyanthon là một loài dương xỉ trong họ Hymenophyllaceae. Loài này được Sw. mô tả khoa học đầu tiên năm 1801.
Danh pháp khoa học của loài này chưa được làm sáng tỏ. 